# アーンド・バリュー・マネジメント
アーンド・バリュー・マネジメント（英: Earned Value Management, EVM）とは、予算および予定の観点からプロジェクトがどのように遂行されつつあるかを定量的に評価し、コスト効率と進捗率を一度に把握するためのプロジェクト管理の技法である。
1967年に米国防総省の調達規則の一部として制定された C/SCSC (Cost/Schedule Control System Criteria) が元となっている。1990年代、クリントン大統領政権下における国家的プロジェクトのパフォーマンス改善を通じて見直され、発展してきた。プロジェクトマネジメント知識体系ガイド (PMBOK) の第2版（2000年発行）では、コスト・マネジメントの技法として言及されて (7.4.2.3) いる。進捗の進み／遅れのような指標（スケジュール差異）も日数／時間という単位ではなくコストを単位として求められる点に特色がある。
日本においても、経済産業省が実証プロジェクトを通じてアーンド・バリュー・マネジメントのガイドラインを策定しているなどの動きがあり、政府の調達案件では今後アーンド・バリュー・マネジメントの技法による管理を行うことを受注の条件とすることも検討されていると言われている。
アーンド・バリュー・マネジメントでは、ある時点までにプロジェクト・チームが完成した成果とプロジェクト開始時に予測した見積りとが比較される。この比較から、プロジェクトが完了状態からどれほど離れているかについての標準が与えられる。既にプロジェクトに投入された作業量から推定することによって、プロジェクトマネージャが完了時点までにどれほどのリソースが使用されるかの見積もりを得ることができる。具体的には、プロジェクトが計画した通りに進んでいるかを、期間ごとのプランド・バリュー (英: Planned Value, PV)、アクチュアル・コスト (英: Actual Cost, AC)、アーンド・バリュー(英: Earned Value, EV)の積み上げ折れ線グラフの形状によって管理する。なお、パフォーマンス測定のベースラインとなるプランド・バリューが描く積み上げ折れ線グラフの形状より、マスター・スケジュールにおける作業負荷のバランスのチェックもできる。
この技法はクリティカル・パスの概念に基づいている。プロジェクトのパフォーマンスを測定し管理する手法には、他にクリティカル・チェーン法がある。クリティカル・チェーン法では、代わりにバッファ管理を採用している。その理由は、アーンド・バリュー・マネジメントではプロジェクトの制約条件（すなわちプロジェクトのクリティカル・チェーン）とプロジェクトの非制約条件（すなわちプロジェクト・ネットワーク中のクリティカル・チェーン以外のパス）とが明確に区別されないためである。この性質は、時によるとより良いアーンド・バリュー評価を追求しようとするプロジェクトマネージャに、クリティカルな作業を犠牲にして非クリティカルな作業の遂行を促進させうるものであり、その結果プロジェクトの完了は遅れてしまう。これは、部分的な評価は全体的な評価に従属するという意識が不足した結果として、局所的な最適化を行ってしまうという問題である。
アーンド・バリュー・マネジメントは、進捗の進み／遅れのような指標（スケジュール差異）についてもコストの観点で捉えているため、スケジュール差異について、プロジェクトの進捗前半で開いた差異がプロジェクト後半で減少し、ゼロ差異で終わることになる。そのため、プロジェクトの後期になるほどスケジュールに関する指標の挙動がおかしくなり、スケジュール予測機能を失うとの指摘もある。この問題を解決するため、2017年に発行されたPMBOKガイド第6版より、アーンド・バリュー・マネジメントにおける縦軸（コストベース）に対応する、横軸（時間軸ベース）のアーンド・スケジュール（英: Earned Schedule, ES）の概念を紹介し、アーンド・バリュー・マネジメントとアーンド・スケジュールを併用することで、スケジュール予測の信頼性を担保することを推奨している。
コスト効率と進捗率を一度に把握するためプロジェクト管理の技法としては、アーンド・バリュー・マネジメントの他に、トレンドチャートなどがある。

アーンド・バリュー・マネジメントで使用される主な用語は、次のとおりである。
- ワーク・パッケージ (WP, Work Package)

WBS(Work Breakdown Structure)におけるコントロールの最小単位、詳細作業。
- 完成時総予算 (BAC, Budget At Completion)

プロジェクトの総予算。
- プランド・バリュー（計画価値） (PV, Planned Value)

プロジェクト開始当初、現時点までに計画されていたワーク・パッケージに対する予算の累計額。これを基準に遅延やコストオーバーを判断。プロジェクト完了まで、パフォーマンス測定のベースラインとして利用される。なお、プランド・バリューが描く積み上げ折れ線グラフの形状より、マスター・スケジュールにおける作業負荷のバランスのチェックもできる。
- アクチュアル・コスト（実コスト） (AC, Actual Cost)

現時点までに完了した作業に対して実際に投入したコスト。
- アーンド・バリュー（達成価値/出来高） (EV, Earned Value)

現時点までに完了した作業量を、プロジェクトの総予算で換算したコスト。
EV = BAC × 作業進捗率
- コスト差異 (CV, Cost Variance)

どの程度、投入したコストに対して成果を上げているかの差異。
CV = EV - AC（0より大であれば良好・現時点での実コストは予算以内に収まっている）
- スケジュール差異 (SV, Schedule Variance)

どの程度、予定に対して進捗しているかのコスト差異。
SV = EV - PV （0より大であれば良好・現時点でのスケジュールは予定よりも早く進行している）
- コスト効率指数 (CPI, Cost Performance Index)

どの程度、投入したコストに対して成果を上げているかの割合。
CPI = EV ÷ AC（1より大であれば良好・現時点での実コストは予算以内に収まっている）
- スケジュール効率指数(SPI, Schedule Performance Index)

どの程度、予定に対して進捗しているかのコスト割合。
SPI = EV ÷ PV（1より大であれば良好・現時点でのスケジュールは予定よりも早く進行している）
- 完成時総コスト見積り (EAC, Estimate At Completion)

現状のまま進捗した場合、プロジェクト完了時点までにかかる最終コストの見積り額。
EAC = AC + (BAC - EV) ÷ CPI = AC + ETC
- 残作業のコスト見積り (ETC, Estimate To Completion)

現状のまま進捗した場合、現時点からプロジェクト完了時点までに遂行すべき残作業コストの見積り額。
ETC = (BAC - EV) ÷ CPI = EAC - AC
- 完了時コスト差異（VAC,Variance At Completion）

現状のまま進捗した場合、プロジェクトの総予算と最終コストの見積り額の差異。
VAC = bac-eac（0より大であれば良好・プロジェクト完了時点での実コストは予算以内に収まっている）

## アーンド・スケジュール
PMBOKガイド第6版より、アーンド・バリュー・マネジメントにおける縦軸（コストベース）に対応する、横軸（時間軸ベース）のアーンド・スケジュール（ES, Earned Schedule）の概念が紹介されている。

アーンド・スケジュールで使用される主な用語は、次のとおりである。
- プランド・デュレーション（計画期間） (PD, Planned Duration)

コストベースの完成時総予算（BAC）に対する、時間軸ベースの概念。プロジェクトの総予定期間。
- アクチュアル・タイム（実時間）（AT, Actual Time）

コストベースのアクチュアル・コスト（AC）に対する、時間軸ベースの概念。現時点までに完了した作業に対して実際に投入した時間。
- アーンド・スケジュール（達成スケジュール）（ES, Earned Schedule）

コストベースのアーンド・バリュー（EV）に対する、時間軸ベースの概念。現時点までに完了した作業量を、プロジェクトの総予定期間で換算した時間。
ES = PD × 作業進捗率
- スケジュール時間差異 (SV(t), Schedule Variance (Time))

コストベースのスケジュール差異（SV）に対する、時間軸ベースの概念。どの程度、予定に対して進捗しているかの時間差異。
SV(t) = ES - AT
- スケジュール時間効率指数(SPI(t), Schedule Performance Index (Time))

コストベースのスケジュール効率指数（SPI）に対する、時間軸ベースの概念。どの程度、予定に対して進捗しているかの時間割合。
SPI(t) = ES ÷ AT